# 韓国関係記事の一覧
韓国関係記事の一覧（かんこくかんけいきじのいちらん）は、大韓民国に関係する記事を集めたもの。
Category:大韓民国も参照。
- 行政区域関連は特別自治道を含む道、特別市、広域市まででお願いします。市、区、郡は大韓民国の地方行政区画を参照。
- 人物は韓国の著名人一覧、韓国のサッカー選手一覧を参照。

## あ行
- アリラン
- 李承晩ライン
- 一陣会
- 犬糞女
- 仁川広域市
- ウリ党

## か行
- 海洋警察庁
- 海洋水産部
- カエル少年事件
- カカオ
- 雅楽 (朝鮮)
- 火刑式
- 韓国映画
- 韓国起源説
- 韓国銀行
- 韓国軍
- 韓国系アメリカ人
- 韓国現代史年表
- 韓国高速鉄道
- 韓国国家清廉委員会
- 韓国自由総連盟
- 韓国人の一覧
- 韓国人武装すり団
- 韓国のインターネット
- 韓国のキリスト教
- 韓国の警察
- 韓国の芸能界における校内暴力告発議論
- 韓国の反日作品
- 韓国の政党一覧
- 韓国の世界遺産
- 韓国の新聞社一覧
- 韓国文化放送
- 韓国放送公社
- 韓国野球委員会
- 韓国陸軍士官学校
- 韓国海軍士官学校
- 韓国空軍士官学校
- 間島
- 韓流
- 妓生
- 起亜自動車
- 宮廷女官チャングムの誓い
- ジェイ・キム
- キムチ
- 京義線
- 草彅剛
- 百済
- Kリーグ
- 嫌韓
- 元寇
- 高建
- 高句麗
- 高等科学院
- 国債報償運動
- 国民情緒法
- 国家情報院
- 巨文島
  - 巨文島事件
- コリア・タウン

## さ行
- 済州道
- 在韓米軍
- ザイトゥーン部隊
- 在日韓国・朝鮮人
- サムゲタン
- サムスン電子
- 嘗糞
- 新羅
- 真実究明と和解のための基本法
- 親日反民族行為者財産の国家帰属に関する特別法
- スンドゥブ
  - スンドゥブチゲ
- 青春漫画
- ソウル特別市
- ソウル放送
- ソウルオリンピック
- 創氏改名

## た行
- 大韓航空機撃墜事件
- 大韓航空機爆破事件
- 大韓民国
- 大韓民国の河川の一覧
- 大韓民国の空港の一覧
- 大韓民国の国歌
- 大韓民国の鉄道
- 大韓民国の域内総生産順リスト (一人当たり購買力平価)
- 太陽政策
- ダウム
- 竹島 (島根県)（独島）
- 種受
- ダンワールド
- チマチョゴリ
- 朝鮮語
- 朝鮮史
- 朝鮮戦争
- 朝鮮族
- 朝鮮日報
- 朝鮮の日本酒
- 朝鮮半島
- 朝鮮半島エネルギー開発機構
- 朝鮮半島の華人
- 朝鮮文学
- 朝鮮料理
- 大邱広域市
- 大田広域市
- テコンV
- テコンドー
- 統一教会
- 独島義勇守備隊
- ドラゴンラージャ
- ドリームコリア
- トロット
- トンチャモン

## な行
- 日帝強占下反民族行為真相糾明に関する特別法
- 日本海呼称問題
- ネイバー
- ノグンリ事件

## は行
- バレーボール大韓民国女子代表
- 裸コンパ
- ハングル
- 反日感情
- パンテック&キュリテル（携帯電話メーカー）
- 東アジア
- 現代
  - 現代自動車
- 病身舞
- 火病
- 風船ガム (テレビドラマ)（英語版）
- 釜山都市鉄道
- ブルドッグマンション
- 冬のソナタ
- ヘテ
- ポシンタン
- 渤海
- ポプラ事件

## ま行
- 任那
- 民防衛隊

## や行
- 薬菓
- 薬食
- 汝矣島純福音教会
- ヨルリン・ウリ党

## ら行
- ライタイハン
- ラグナロクオンライン
- 李王家
- ルノーサムスン
- ロッテ
- ロッテ百貨店

## わ行
- 倭館

## 数字、英字
- 2002 FIFAワールドカップ
- 2004年のソウル市バス運行体系改編
- 38度線
- DCインサイド
- GM大宇
- HanRSS
- KBS（韓国放送公社）
- K-POP
- KTX（韓国版TGV）
- LG電子
- MBC（韓国文化放送）
- n番部屋事件
- SBS（ソウル放送）
- Tomak〜Save the Earth〜Love Story
- VANK